# Quercus dinghuensis
Quercus dinghuensis är en bokväxtart som beskrevs av Cheng Chiu Huang. Quercus dinghuensis ingår i släktet ekar, och familjen bokväxter. Inga underarter finns listade.